# 潘侃
潘侃，字剛其，浙江溫州府平陽縣下澇人，明朝政治人物、進士出身。

## 生平
洪武十七年（1384年）中舉人，十八年（1385年）登進士，官至虞城縣知縣。